# Nikolaj Petrovič Kamanin
Nikolaj Petrovič Kamanin (in russo Никола́й Петро́вич Кама́нин?; Melenki, 18 ottobre 1908 – Mosca, 11 marzo 1982) è stato un aviatore e generale sovietico.

## Biografia
Nel 1934 partecipò al salvataggio dell'equipaggio del piroscafo sovietico Cheliuskin, ricevendo l'onorificenza di Eroe dell'Unione Sovietica.
Durante la seconda guerra mondiale comandò una brigata aerea, una divisione e poi una forza aerea, raggiungendo il grado di colonnello generale, al comando di una forza aerea, al termine della guerra. All'età di quattordici anni, suo figlio, Arkadij Kamanin, divenne in questo periodo il più giovane pilota di caccia della storia militare.
Tra il 1960 e il 1971, Kamanin ha diretto l'addestramento dei cosmonauti nell'ambito del programma spaziale sovietico. Reclutò ed addestrò la prima generazione dei cosmonauti sovietici, tra i quali Gagarin, Titov e Leonov. Rappresentò l'aeronautica nel programma spaziale, sostenitore dei voli con equipaggio nella Corsa allo spazio. I suoi diari, pubblicati tra il 1995 e il 2001, sono una delle fonti più importanti sul progresso del programma spaziale sovietico.